# Spongicoloides galapagensis
Spongicoloides galapagensis is een tienpotigensoort uit de familie van de Spongicolidae. De wetenschappelijke naam van de soort is voor het eerst geldig gepubliceerd in 1980 door Goy.